# Cher (énekesnő)
Cher (teljes nevén: Cherilyn Sarkisian LaPiere Bono Allman; El Centro, Kalifornia, 1946. május 20. –) Oscar-, Emmy-, Grammy- és Golden Globe-díjas cseroki és örmény származású amerikai énekesnő, színésznő, a „popzene istennője”.
Minden idők egyik legsikeresebb énekesnője, több mint 200 millió albumot adott el világszerte. Ő az egyetlen Madonna mellett, akit kétszer is Európa vezető énekesének választottak. Cher az egyetlen előadó, akinek három turnéja is szerepel a 2000-es évek legsikeresebb koncertsorozatait felvonultató listán. Believe című dala a zenetörténet harmadik legsikeresebb női slágere. A hatalmas zenei eredmények mellett sikeres színésznő is, hiszen nyert Oscart a legjobb női főszereplő kategóriában, és három Golden Globe-díjjal rendelkezik.

## Életrajz – a '60-as évek, a kezdet
Cher 1946-ban született a kaliforniai El Centróban. Vágya mindig is az volt, hogy színész lehessen, ezért 16 évesen elhagyta szülővárosát, Los Angelesbe ment. Itt lett a Chrystals együttes háttérénekese, majd az egyik szólista hiányzása miatt beállhatott főénekesnek; ekkor ismerték föl tehetségét. Egy kávézóban ismerkedett meg Sonny Bonóval, aki később hosszú időre házastársa, majd válásuk után barátja lett.

### Sonny & Cher duó
A Sonny és Cher duónak sikerült elérnie, hogy egy félórás show-ban szerepelhessenek csütörtökönként. Ezek után megismerte őket Amerika, bár még nem a zenéjük által.

### I Got You Babe, Beat Goes On, Baby Don't Go…
Sonny írt egy dalt Chernek (I Got You Babe), amely azonnal berobbant a slágerlisták élére. Ezek után több híres daluk is megjelent: Beat Goes On, Baby Don't Go, Little Man. Egyre több fellépésre kérték fel őket, majd egy új, fő műsoridős show-t kaptak (Sonny & Cher Show). Sikerült nekik, ami a mai napig is csak rajtuk kívül két előadónak sikerült: egyszerre volt öt daluk a Top 10 zenei válogatásokon világszerte.

### A kezdeti szólókarrier
Ezek után Cher kipróbálta magát szólóban is. Még Sonny Bono írta a dalokat, de már csak Cher énekelt. Az első All I really want to do szólóalbumból már csaknem ötmillió példány kelt el világszerte, ami ma is hatalmas siker lenne. Az album névadó dalát eredetileg Bob Dylan énekelte, de nem csak ez az egy feldolgozás él. A következő ennél is jobb eredményeket produkáló album, a The Sonny side of Chér olyan slágereket tartalmazott, mint a Bang Bang (My Baby Shot Me Down) (2. a Billboardon), amelyet számtalan sztár is feldolgozott. A Like a rolling stone-t szintén Bob Dylan énekelte először, és a Where do you go (20. hely a Billboardon), amelyet Sonny írt. Ezek után jött az újabb hatalmas siker, a lemezből ugyan nem fogyott annyi, mint az előző kettőből, de a listákon mégis szép eredményeket ért el. Az album címe Chér volt. Megtalálható rajta a máig híres Sunny című dal és a 2004-ben újra felvett Alfie is. Az ezután következő korong aranylemez lett az USA-ban, a lista 48. helyén tetőzött. A következő két album (Backstage, 3614 Jackson Highway) megbukott a listákon, kereskedelmileg is sikertelen lett.

## 1970-es évek
Cher a '70-es évek elején hatalmas eredményeket ért el, de az évtized közepére már nem volt sikeres albuma, ezek után 1979-ben ismét berobbant. Ekkoriban indult a Sonnyval közös Sonny & Cher Show, majd a még híresebb Cher Show.

### Folytatódó sikersorozat
- Gypsys, Tramps & Thieves
- Take Me Home

Nem tudod lejátszani a fájlt?
A Gypsys, tramps & thieves volt Cher első albuma az évtizedben. A korongról lejövő megegyező című kislemez Cher első dalává vált. A második kislemez, amely a The way of love címet viselte, a Billboard 7. helyéig jutott, az albumból ötmillió példány fogyott, egy Grammy-jelölést kapott, így Cher legsikeresebb albuma lett a '70-es években. A következő Foxy Lady album nem volt olyan sikeres, mint az előző (43. hely a Billboardon). Sok kritikus szerint ezt az eredményt is csak az előző album sikere miatt érte el. Mindazonáltal a kislemezek közül több benne volt a Top 20-ban, és négymillió példányban kelt el, ami csak kis visszaesést jelent a korábbi sikerekhez képest. Az ezeket követő albumok közül a Half breed lett sikeres, amiben Cher addigi életét mesélte el, illetve megvallta az indiánok iránti érzéseit, hiszen ő maga is cseroki, illetve a Dark Lady, amely Chernek szerzett újabb Grammy-jelölést, illetve ebből az albumból fogyott a legtöbb (hétmillió) az évtizedben.

### Sikertelen albumok
A következő három albumból (Stars, I'd rather believe in you, Cherised) összesen nem fogyott a kislemezekkel együtt ötmillió példány, egyenként is alig kétmillió, így ezek lettek az évtized legsikertelenebb lemezei Chertől 1975 és 1978 között. Sikertelensége oka, hogy a közvélemény felhagyott az addigi folkos, natívos, soft rockos stílussal, és diszkóra váltott.
Cher Sonny után feleségül ment Greg Allman zenészhez, házasságuk gyümölcse az agyonszidott Tho the hard way: Allman and Woman című album, amely megbukott a listákon; mindössze 550 ezer példány fogyott belőle, a promotáló turné (Tho the hard way tour) felvételét hivatalosan máig se adták ki.

### Ismét siker

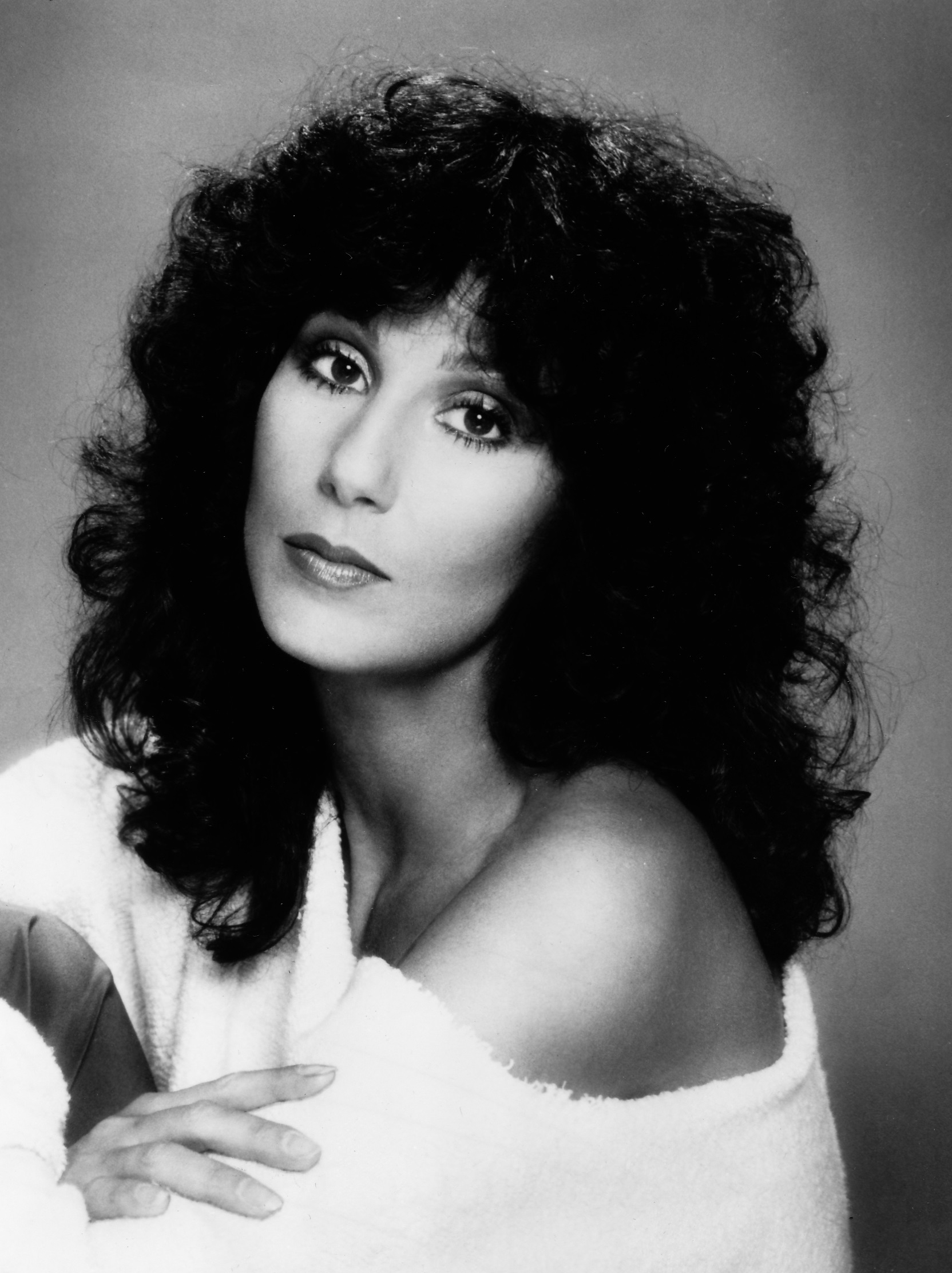
1970

1979-ben újabb sikert ért el a Take me home című albummal (10. hely) és az azonos című kislemezzel (1. helyezés), amely sikere folytán elindította Cher első szóló koncertturnéját: Take me home tour (1979–1980). Az évtized utolsó albuma Chertől a Prisoner, amelyet szintén 1979-ben adtak ki, és ugyan mérsékeltebb sikert ért el, mint a Take me home, de az akkori és későbbi bárokban, diszkókban előszeretettel játszottak a korongról dalokat.

## 1980-as évek

### Az évtized elején
Cher 1980-ban az előző sikerei után rockbandát alapított és a kor stílusát meghatározó rock stílusú albumot adtak ki. Címe Black Rose lett, a Cher bokáján található tetoválás után. Az albumból mindössze kevesebb mint fél millió példány kelt el. A kislemezek is eltűntek a süllyesztőben. Az albumot promotáló turné is félbemaradt sikertelensége után. A The Black Rose Show mindössze három állomást ölelt fel. Ennek következtében nem került a boltokba sem az élő koncertfelvétel, sem a második Black Rose-korong. A banda mindössze egy év után feloszlott. Az egy évvel később kiadott I Paralyze volt Cher utolsó albuma, amely megbukott a listákon. Az album kislemezei nem értek el helyezést a Top 100-ban. A bukott lemez után Cher visszavonult, s a filmezést helyezte fókuszba.

### Filmezés, sikerek
Cher első filmjét Chastity címmel még 1969-ben forgatták, ott meg is szakadt a filmes pályafutása, majd kipróbálta magát a Broadway színpadán a Jöjj vissza Jimmy Dean, Jimmy Dean (Come Back to the Five and Dime, Jimmy Dean, Jimmy Dean) című musicalben, de a színpadi élet nem tetszett az énekesnőnek.
Az első filmes felkérés a Silkwood című filmhez érkezett egy mellékszerepre, Meryl Streep mellett. A kezdeti nehézségek után a film olyannyira sikeres lett, hogy Chert Oscarra jelölték, de a díjat akkor még nem nyerte el. 1985-ben a Maszk című filmben (r. Peter Bogdanovich) játszotta a torz arcú fiú, Rocky Dennis édesanyját. A film mára a torz arccal született gyermekek tulajdonképpeni szimbólumává vált. Ettől kezdve Cher nagy összegekkel, aktívan támogatja a fogyatékossággal született gyermekeket.

### Visszatérés a zenéhez – siker siker után
Cher 1987-ben forgatta le ebben az évtizedben utolsó filmjét, ezek után úgy gondolta, ideje ismét visszatérni a zenei pályához. Hosszas előkészületek után a boltokba került a nem várt album, Cher címmel. Érdekesség, hogy egy énekes általában akkor adja saját nevét az albumnak, ha be akar mutatkozni, ha még nem ismeri a közönség, éppen ezért volt meglepő az album címe. Elmondása szerint azért lett ez a címe, mert ezzel új, sikeres oldalát kívánta megismertetni a közönséggel.
Az album be is váltotta a hozzá fűzött reményeket: majdnem 8 millió példány fogyott belőle, és örökzöld slágerekké váltak dalai, például az I Found Someone (1.), a We All Sleep Alone (3.), a Bang Bang rockos újrafelvétele (7.) és a Perfection, amely duett Bonnie Tylerrel és Darlene Love-val, bár ebből a dalból nem lett kislemez. Cher a nagy siker után tervezte, hogy ismét turnézik, de akkor úgy gondolta, nem tudna még elég embert a stadionokba hívni, hogy a koncertsorozat is eredményes legyen. Közben egy show alkalmával ismét elénekelték Sonnyval a nagy slágert, az I Got You Babe-t. Ezek után, mindössze két évvel a Cher kiadása után, ismét stúdióba vonult és felvette Heart of Stone című albumát, amely még a Chert is felülmúlja sikerében: 11 millió eladott példány: 3 number one sláger (If I Could Turn Back Time, Heart of Stone, Just Like Jesse James) és a kislemezekből is összesen több mint tízmillió fogyott. Ezek után végre Heart of Stone Tour címmel elindulhatott a rég tervezett turné, amelyről a Cher Extravaganza … Live at the Mirage című koncertfelvétel készült. De Cher filmes karrierje továbbra sem lankadt, ismét felkérték főszerepre a Sellők című filmben, aminek forgatási előkészületei még 1989-ben elkezdődtek.

## 1990-es évek
1990-ben megjelent Cher egyik legsikeresebb filmje, a Sellők. A film betétdalait összegyűjtő, sikeres Mermaids OST albumon találhatjuk a híres The Shoop Shoop Song című dalt. Bár a belőle készült kislemez Amerikában mindössze a 33. helyig jutott, Európában szinte mindenhol első helyezést ért el.

### Újabb siker: a Love hurts
Az előbbi sikereken felbuzdulva, két évvel a Heart of stone kiadása után, Cher ismét stúdióba vonult, hogy kiadja Love hurts című albumát. 
A siker nem váratott magára: a több mint tízmillió eladott példány mellett olyan sikerek találhatók az albumon, mint a Save Up All Your Tears (Billboard 37.), a Love and Understanding (Billboard 17., UK Music Charts 1.), vagy az újra kiadott siker, The Shoop Shoop Song (2. kiadás: Billboard 12.). A nagy sikerek után a Love and Understandingért Cher megkapta az Echo-díjat.
Ezek után elindult a sikeres Love Hurts Tour is, amely főleg Európában aratott babérokat. A turné bevétele meghaladta az 50 millió dollárt, így az év második legsikeresebb turnéjává vált. A sikert azonban beárnyékolta, hogy Chernél 1991-ben Epstein-Barr vírust diagnosztizáltak, amelynek tünete a krónikus levertség és fáradtság. Ennek következtében a sikeres Love hurts tour Amerikában már nem folytatódhatott, nem készült felvétel egy koncertről sem.
Ezután Cher visszavonult, nem lehetett hallani róla úgy fél évig.

### Ismét a zenében
Miután Cher felépült az Epstein vírusból, 1992-ben kiadta a The Greatest Hits: 1965–1992 című válogatásalbumát, amelyen három új szerzemény is található, köztük a Many Rivers to Cross, élő felvétel a Heart Of Stone Tourból. Az album nem várt sikert ért el: összesen több mint hétmillió eladott példány, ezzel a válogatásalbum több neves előadó stúdióalbumát is maga mögé utasította, és több országban, köztük Nagy-Britanniában number one helyezést ért el.

## 2000-es évek

### Living Proof
2000-ben Cher kiadta a Not Commercial című albumot, amelyet egy 1994-es dalszerző konferencia után írt. A címet azután választotta, hogy kiadójának vezetője a projektet „szépnek, de nem kommersznek” nevezte, és elutasította a szókimondás és a könyörtelen témák miatt, beleértve Kurt Cobain öngyilkosságát , a hajléktalanságot, a veteránok elhanyagolását és a személyes traumát. Függetlenül árulta a weboldalán, ami szokatlan lépés egy nagy kiadóval szerződésben álló művésztől. A „Sisters of Mercy” című dal, amely az apácákat, akik megakadályozták édesanyját abban, hogy kihozza őt egy katolikus árvaházból, „a pokol lányainak” nevezi, a katolikus egyház elítélését váltotta ki.
A not.com.mercial sikerei után Cher bejelentette, hogy nemsokára elkészül új albuma, amellyel teljesen a Believe album vonalát fogja folytatni. A Living Proof című új album Európa szerte 2001 novemberében került a boltokba. Az első heti érdeklődés óriási volt, hiszen közel 1 millió példány fogyott az albumból, azonban hosszú távon már nem tudta megismételni a Believe sikereit. A vezető kislemez, a The Music’s No Good Without You sem volt töretlenül sikeres. Bár az album és a dalok eredménye nem volt rossz, sőt, jónak mondhatók, mégsem hozták az elvárásokat, így Cher az európai promóció után jóval nagyobb erővel vágott bele az amerikai promóba, hisz ott az album később, 2002 tavaszán jelent meg a Living Proof. Sajnos az USA-ban is ugyanaz volt a helyzet: az első hónapban az óriási érdeklődés után hirtelen visszaesett az album iránti kereslet. Cher, látva, hogy legújabb albuma már nem tudja elérni a kívánt hatást, bejelentette hogy visszavonul a zenei pályáról és óriási turnéval fejezi be a munkát. Tervei szerint az albumok készítését nem fejezte volna be, de már nem a populáris műfajban szeretett volna mozogni.

### Farewell Tour
A búcsúturné 96 bejelentett fellépéssel, Living Proof: The Farewell Tour címmel kezdődött meg 2002 nyarán. Mivel a jegyek az első két héten elfogytak az összes koncertre, Cher újabb 80 előadást adott hozzá turnéjához. 2002-ben a turné mindenhol telt házas volt és közel 60 millió dollárt hozott. A turné alatt Cher fellépett a VH1 Divas Live rendezvényen, ahol három slágerét énekelhette el többek között Céline Dion, Shakira és Cyndi Lauper mellett. A 2003-ban folytatódó turné újabb ráadás szakaszokkal folytatódott, mivel folyamatos volt a siker. A bevétel 2003 végéig 160 millió dollár volt, amellyel az év legnagyobb koncertsorozatának titulálták. 2004-ben Cher ellátogatott turnéjával Ausztráliába és Európába is, többek között Budapesten is fellépett. A maratoni hosszúságú búcsúfellépések végül 2005 áprilisában értek véget Los Angelesben. A turné a végéig több, mint 250 millió dollárt hozott. Ezzel az óriási bevétellel Cher rekordot döntött, hiszen az övé lett a világ legsikeresebb női koncertsorozata. A 325 koncerttel pedig az egyik leghosszabb turnét tudhatja maga mögött.
A visszavonulás után Cher több jótékonysági szervezetet támogatva rengeteget jótékonykodott Afrikában és Ázsiában. Nepálban és Afrikában iskolákat építtetett, Afrikában egy árvaházat is létrehozott. Az amerikai hadsereget támogatva pedig közel egy millió dollárt adományozott a kormánynak, hogy fejlesszék az amerikai katonák felszerelését. 2007-ben egy egy hetes aukció során elárverezte összes híres fellépőruháját, és a 3,5 milliós bevételt szintén jótékony célokra fordította. Sajnos ekkoriban előjött régebbi betegsége, az Eppstein-Barr-kór. Cher állítása szerint 2007 elején szinte alig élt, mivel csak géppel tudott lélegezni. Azonban egy európai kúrának köszönhetően sikeresen győzte le immár másodszorra az alattomos kórt.

## 2010-es évek

### A visszatérés, Cher at the Colosseum, Burlesque
A betegségből való felépülése után elkezdtek terjengeni a pletykák, miszerint Cher visszatér a zenei életbe és turnézni fog a Colosseumban, ahol akkoriban Céline Dion adta akkori turnéja utolsó fellépéseit. A szóbeszédet egészen az utolsó pillanatig tagadta mindenki, végül 2009 februárjában a Live AIG és a Caesar's Palace bejelentette, hogy Cher visszatér, és májustól új turnét kezd a Colosseumban. A turné népszerűsítésére Cher megjelent a Grammy-gálán, és rengeteg interjút is közöltek vele, amelyekben elmondta, nagyon hiányzott neki a pezsgés és a zene. Egyes információk szerint a visszatérésért közel 200 millió dollárt kapott a kaszinótól. A turnét 2011. február 5-én fejezte be.
A májusban kezdődött turné óriási népszerűséggel futott, és novemberben Cher az Ellen Show-ban bejelentette, hogy új film forgatásába is kezd The drop-out címmel. A tervek szerint a forgatás 2011 nyarán kezdődött. 2009-ben a Sony és a Screen Games adott hírt arról, hogy musicalt készítenek Burlesque címmel, amelynek két főszereplője Cher és Christina Aguilera lesz. A forgatások 2010 januárjában folytak, ezek során a két sztár szoros barátságot kötött. Cher 2010 tavaszán megjelent meglepetésvendégként a Country Music Awards díjátadógálán, majd a Mike Nichols tiszteletére rendezett AFI gálán is. Szeptemberben a világot meglepve egy – számtalan plasztikai műtéttel tökéletesített – bájait szinte alig takaró ruhában jelent meg az MTV Video Music díjátadón, ahol Lady Gagának adta át az év videójáért járó díjat. Az ősszel a Glamour Magazin Chert az Év nőjének választotta, és életműdíjat is kapott.
A Burlesque filmzene albumához – hét év után – két új dalt is felvett, amelyek közül a You Haven’t Seen the Last of Me című powerballada és remixei óriási sikert arattak a tengerentúlon, a Golden Globe-díj 2011-es gáláján pedig a legjobb filmes betétdalért járó díjat érdemelte ki. Októberben színészi karrierjének elismeréseként Hollywood leghíresebb színházának bejárata, a The Grauman’s Theatre előtt kezének és lábának lenyomatát betonba foglalták. Cher 2010 decemberében, madridi (Burlesque című filmjét promotáló) utazása során bejelentette, hogy új albumot készít.

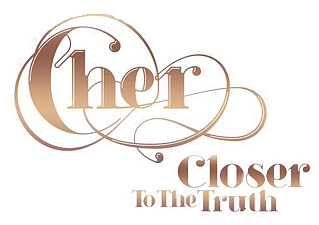

### Woman’s World és Closer To The Truth
2013. június 8-án megjelent a Woman’s World című dal, mely a közelgő új album előfutára volt. További három hónapra rá, szeptember 20-án a boltokba került a Closer To The Truth, Cher 25. stúdiólemeze, melyet 12 év várakozás előzött meg a Living Proof után. A lemezen olyan nevek működtek közre, mint Paul Oakenfold, Timbaland, Jake Shears és Pink. 2014 márciusában indult a Dressed to Kill turnéra, több mint egy évtizeddel azután, hogy bejelentette „búcsúturnéját”, a koncertek alatt viccelődött, hogy ez valójában az utolsó búcsúturnéja lesz. A turné első szakasza, amely 49 teltházas koncertet foglalt magában Észak-Amerikában, 54,9 millió dolláros bevételt hozott. Később ugyanebben az évben vesefertőzés miatt lemondta az összes hátralévő koncertjét. Cher az amerikai hiphop csoporttal, a Wu-Tang Clannal működött együtt a 2015- ös Once Upon a Time in Shaolin című albumukon, amelyen 1964-es Bonnie Jo Mason álnevet viselt. Az egyetlen példányban megjelent és online aukción értékesített album a valaha eladott legdrágább album lett.

### ABBA ihlette projektek
A Classic Cher, egy hároméves koncertrezidenciális program a Las Vegas-i Park Színházban és a washingtoni MGM National Harbor Színházban , 2017 februárjában kezdődött. A 2017-es Billboard Music Awards díjátadón Cher előadta a „Believe” és az „If I Could Turn Back Time” című dalokat, amelyek több mint 15 év után voltak az első díjátadón. Gwen Stefani adta át Chernek a Billboard Icon Award díjat, az „ikon szó megtestesítőjének”, valamint az erő és a hitelesség példaképének nevezve őt. 2018 márciusában Cher lépett fel a 40. Sydney Gay and Lesbian Mardi Gras fesztiválon, a jegyek három óra alatt elfogytak, miután a Twitteren utalt a részvételére. 
Cher közel egy évtized után tért vissza a filmiparba a Mamma Mia! Here We Go Again (2018) című, az ABBA dalai alapján készült zenegépes romantikus vígjátékban. A 2008-as Mamma Mia! című film előzményeként és folytatásaként is funkcionáló filmben Cher Ruby Sheridan szerepét játssza, Sophie ( Amanda Seyfried ) nagymamáját és Donna (Meryl Streep) anyját. Ol Parker rendező a három év korkülönbség ellenére Cher Streep anyjának szerepére vonatkozó döntését kijelentette: „Cher az időn kívül létezik.” A kritikusok kiemelkedő alakításként emelték ki, a Vulture magazin pedig megjegyezte: „Minden egyes film... mérhetetlenül jobb lenne, ha Cher szerepelne benne.” A filmzenéhez két ABBA dalt vett fel, a „ Fernando ”-t és a „ Super Trouper ”-t. Az ABBA munkatársa, Björn Ulvaeus így nyilatkozott: „Magáévá teszi a 'Fernandót'. Ez most az ő dala.”
A Mamma Mia! Here We Go Again népszerűsítése közben Cher bejelentette, hogy egy ABBA feldolgozásokat tartalmazó albumon dolgozik. A 2018 szeptemberében megjelent Dancing Queen a harmadik helyen debütált a Billboard 200-as listáján, holtversenyben a 2013-as Closer to the Truth albummal, mint Cher legmagasabban jegyzett szólóalbuma az Egyesült Államokban. Az első heti 153 000 darabos eladással az év legnagyobb eladási hetét érte el női előadó popalbumaként. A Dancing Queen széles körű kritikai elismerést kapott; a Rolling Stone megjegyezte, hogy Cher úgy adja vissza az ABBA dalok hangzását, mintha neki írták volna őket, míg az Entertainment Weekly az "1998-as Believe óta a legjelentősebb kiadványként" dicsérte. 
Cher Here We Go Again turnéja 2018-tól 2020-ig tartott, határozatlan idejű elhalasztásáig a COVID-19 világjárvány miatti lezárások miatt. A Rolling Stone a turnét bizonyítéknak tekintette arra, hogy Cher „bármelyik generáció bármelyik popsztárjával fel tudja törölni a padlót”. A Cher Show, egy zenegép-musical, amelyben három színésznő alakítja Chert életének különböző szakaszaiban, 2018 júniusában premierelt Chicagóban, és 2018 decemberétől 2019 augusztusáig futott a Broadwayn, később pedig az Egyesült Királyságban, Írországban és az Egyesült Államokban turnézott. 2018. december 2-án Whoopi Goldberg átadta Chernek a Kennedy Center kitüntetéseit „a kultúrához való rendkívüli hozzájárulásáért”, Adam Lambert , Cyndi Lauper és a Little Big Town tisztelgése közben. 2019-ben piacra dobta a Cher Eau de Couture-t, az 1988-as Uninhibited illatának „ nemek közötti ” folytatását.

## 2020-as évek

### Divatvállalkozások
A 2020-as COVID-19 világjárvány alatt Cher az otthonról megvalósítható projektekre összpontosított. Májusban kiadta első spanyol nyelvű dalát, az ABBA " Chiquitita " című számának feldolgozását, amelynek bevételét az UNICEF-nek adományozták. Később ugyanebben az évben egy bobblehead- verziót adott ki önmagából a Bobbbleheads: The Movie című filmben, és csatlakozott a BBC Radio 2 Allstars jótékonysági szupercsoporthoz az Oasis " Stop Crying Your Heart Out " című dalának feldolgozásához . A Children in Need jótékonysági szervezet támogatására készült felvétel bekerült a brit top 10-es kislemezek közé. Cher szerepelt a The New York Times Magazine 2020 -as éves "Legjobb színészek" listáján, ő lett az első színész, akit abban az évben nem mozis előadásban szerepelt; a Moonstruck (1987) című filmben nyújtott alakítását "sugárzónak" és a karantén alatti vigaszforrásként emlegették. 
A 2010-es évek végén és a 2020-as évek elején Cher nagy divatmárkákkal működött együtt. Miután 2015-ben Marc Jacobs vendégeként részt vett a Met gálán, Cher az őszi/téli kampány arca lett. Ezután a rapper Future oldalán szerepelt a Gap 2017-es őszi kampányában, majd a Dsquared2 2020-as tavaszi/nyári kampányában, a MAC Cosmetics "Challenge Accepted" kampányában 2022 januárjában, és az UGG "Feel" kampányában ugyanebben a hónapban. A 2022 júniusi Pride hónap alkalmából Cher a Versace- szal együttműködve dobta piacra a "Chersace" kapszulakollekciót , amelynek bevétele a Gender Spectrum LMBTQIA+ jótékonysági szervezetet támogatta. 2022 szeptemberében a Párizsi Divathét kifutóján vonult végig, zárva a Balmain 2023-as tavaszi/nyári bemutatóját, novemberben pedig a márka „Balmain Blaze” kampányában szerepelt. Abban a hónapban Cher randevúzni kezdett a nála 40 évvel fiatalabb Alexander Edwards zenei vezetővel. Korkülönbségük online kritikákat váltott ki, amire Cher a következő Twitter-üzenettel reagált: „A szerelem nem ismer matematikát.”

### Karácsonyi album
Cher első ünnepi albuma, a Christmas (2023), duetteket tartalmaz Cyndi Lauperrel, Stevie Wonderrel, Michael Bubléval, Darlene Love-val és a rapper Tygával. Az album elérte az első helyet a Billboard Top Holiday Albums listáján, valamint a top 10-et Ausztriában, Németországban, Skóciában és az Egyesült Királyságban. Az album vezető kislemeze, a " DJ Play a Christmas Song " 2023 decemberében vezette a Billboard Adult Contemporary és Dance/Electronic Digital Song Sales listákat, meghosszabbítva Cher rekordját, mint az egyetlen szólóelőadó, aki hét egymást követő évtizedben (1960-as évektől 2020-as évekig) Billboard listavezető kislemezzel rendelkezett.

### Rock Hall-beavatás
2023 decemberében Cher bírálta a Rock and Roll Hírességek Csarnokát, amiért kizárták őt 1990-es jogosultsága óta, mondván: „Most már nem lennék benne, ha egymillió dollárt adnának nekem”, és azt sugallta, hogy az intézmény „csak tudja mit maguk tudnak”. Két hónappal később megkapta első jelölését, és 2024. október 19-én beiktatták, ezzel ő lett az első zenész-színész, aki Oscar-díjat nyert színészi játékáért, és csatlakozott a Hírességek Csarnokához. Cher úgy döntött, hogy csodálatból fogadja el a kitüntetést a többi beiktatott iránt. Az ünnepségen előadta az „If I Could Turn Back Time” és a „Believe” című dalokat, utóbbit duettben Dua Lipával. 

### Memoárok
2024 novemberében Cher kiadta Cher: The Memoir, Part One című kétrészes önéletrajzi könyvét, amely gyermekkorát, korai karrierjét és Sonny Bonóval és Gregg Allmannal kötött házasságait mutatja be. A hét éven át írt könyv az első helyen debütált a The New York Times bestseller listáján, három hétig megtartva ezt a pozíciót A második rész megjelenése 2025-ben várható. Zenei pályafutásának 60. évfordulójának megünneplésére Cher kiadta a legnagyobb slágereket tartalmazó Forever (2024) albumot, amely 21 számos standard kiadásban és 40 számos digitális kiadásban, a Forever Fan-en jelent meg, Sonny és Cher dalait, valamint Cher által szerkesztett kevésbé ismert számokat tartalmazva. A Rolling Stone megjegyezte a "Half-Breed" hiányát, amely a harmadik Billboard Hot 100-as listavezető dala volt, összekapcsolva ezt azzal a trenddel, hogy a művészek a változó kulturális érzékenységek fényében újraértékelik katalógusaikat.

## Turnéi
| Év        | Cím                              | Felvétel                               | Formátum                             |
| --------- | -------------------------------- | -------------------------------------- | ------------------------------------ |
| 1978      | Two the Hard Way Tour            | Live in Japan                          | nincs kiadva                         |
| 1979-1980 | Take Me Home Tour                | Live in Monte Carlo                    | VHS, DVD kiadás bejelentésre vár     |
| 1980      | The Black Rose Show              | ?                                      | Nincs kiadva                         |
| 1981      | Live in Monte Carlo              | Live in Montecarlo                     | VHS, DVD kiadás bejelentésre vár     |
| 1984-1985 | Celebration's At Caesar's Palace | Cher: Celebration's At Caesar's Palace | VHS, a DVD kiadás bejelentésre vár   |
| 1989-1990 | Heart of Stone Tour              | Extravaganza: Live at The Mirage       | DVD, VHS                             |
| 1991-1992 | Love Hurts Tour                  | Ismeretlen felvétel                    | nincs kiadva                         |
| 1996      | It’s a Man’s World Promo Tour    | Top of The Pops – '96. march 13.       | VHS, DVD                             |
| 1999-2000 | Do You Believe? Tour             | Live in Concert                        | DVD, VHS                             |
| 2002-2005 | Living Proof: The Farewell Tour  | Cher: The Farewell Tour Live in Miami  | DVD, VHS, CD                         |
| 2008-2010 | Cher at the Colosseum            | Cher At The Colosseum ???              | DVD, CD, VHS kiadás bejelentésre vár |
| 2014-2015 | Dressed To Kill Tour             | Nincs adat                             | Nincs adat                           |

Living Proof – The Farewell Tour 2002/05
Cher 2002 és 2005 között világrekordot döntött azzal, hogy búcsúturnéjával több mint 450 millió dollárt gyűjtött össze a koncertjegyekből, és ezzel olyan csillagokat utasított maga mögé, mint Tina Turner, Madonna vagy Britney Spears – így lett Cher az élő koncerttel legtöbbet kereső női előadó a popzene történetében.

## Díjak és jelölései

### Filmes díjak és jelölések
- 1983 – Golden Globe-díj jelölés – a legjobb női epizódszereplő – Jöjj vissza, Jimmy Dean
- 1984 – Oscar-díj jelölés – a legjobb női epizódszereplő – Silkwood
- 1984 – Golden Globe-díj – a legjobb női epizódszereplő – Silkwood
- 1986 – Golden Globe-díj jelölés – a legjobb drámai színésznő – Maszk
- 1988 – Oscar-díj – a legjobb színésznő – Holdkórosok
- 1988 – Golden Globe-díj – a legjobb vígjáték – vagy musicalszínésznő – Holdkórosok
- 1989 – BAFTA–díj jelölés – legjobb színésznő – Holdkórosok
- 1997 – Golden Globe-díj jelölés – a legjobb női epizódszereplő tv–filmben – Ha a falak beszélni tudnának
- 2011 – Arany Málna díj jelölés – a legrosszabb női epizódszereplő – Díva